# Sarah Gillis
Sarah « Cooper » Gillis, de son nom de naissance Sarah Levine (née le 1er janvier 1994 à Palo Alto), est une astronaute américaine.
Elle est sélectionnée pour la mission Polaris Dawn dont elle est spécialiste de mission. Elle effectue une sortie extravéhiculaire avec Jared Isaacman. Sa mission décolle le 10 septembre 2024. Avec Anna Menon, elle est la femme à s'être le plus éloignée de la Terre.

## Biographie
Sarah Gillis est ingénieure en chef des opérations spatiales chez SpaceX, chargée de superviser le programme de formation des astronautes à bord des vaisseaux Crew Dragon de l'entreprise. Cela comprend le développement d'un programme spécifique à la mission et l'exécution de la formation pour la NASA et les astronautes commerciaux qui volent à bord du vaisseau spatial Dragon. Elle a préparé les astronautes de la NASA pour les premières missions Demo-2 et Crew-1 et, plus récemment, a formé directement les astronautes Inspiration4, le premier équipage entièrement « civil » (non gouvernemental) à se rendre en orbite. Sarah Gillis est une opératrice de contrôle de mission expérimentée, qui a pris en charge les opérations en temps réel pour les missions de ravitaillement en fret de Dragon vers et depuis la Station spatiale internationale en tant qu'officier de navigation et en tant que communicatrice d'équipage pour les missions de vols spatiaux habités de Dragon.
Elle est originaire d'une famille d'artistes et d'intellectuels. Son père est directeur d'une école Waldorf dans l'Oregon. Elle a étudié dans une école Waldorf à Boulder dont elle sort en 2012. Elle est destinée à devenir violoniste classique, mais Sarah Gillis change de direction lorsqu'un mentor bien-aimé du lycée, l'ancien astronaute de la NASA Joseph R. Tanner, l'a encouragée à poursuivre des études en génie aérospatial. En 2015, alors qu'elle étudiait l'ingénierie et la danse à l'Université du Colorado à Boulder, Sarah Gillis a commencé un stage chez SpaceX, travaillant sur des tests du vaisseau spatial Dragon avec l'équipage aux commandes avant de passer à temps plein au programme de formation des astronautes. Originaire de Boulder, dans le Colorado, Sarah Gillis est une randonneuse, une grimpeuse et une aventurière passionnée.
Elle apparaît en tant que formatrice des astronautes dans la série Compte à rebours : quatre touristes dans l'espace.